# Solenopsis molesta
Solenopsis molesta — наиболее известный вид муравьёв-воров Solenopsis. Своё название они получили из-за привычки гнездиться рядом с гнездами других муравьев, из которых крадут пищу. Их также называют жирными муравьями, потому что их привлекает жир. Брачный лёт у этого вида происходит с конца июля до начала осени.
Вид обитает на территории Соединённых Штатов, распространён в восточной, западной и центральной частях страны, встречается на севере Мексики.

## Описание

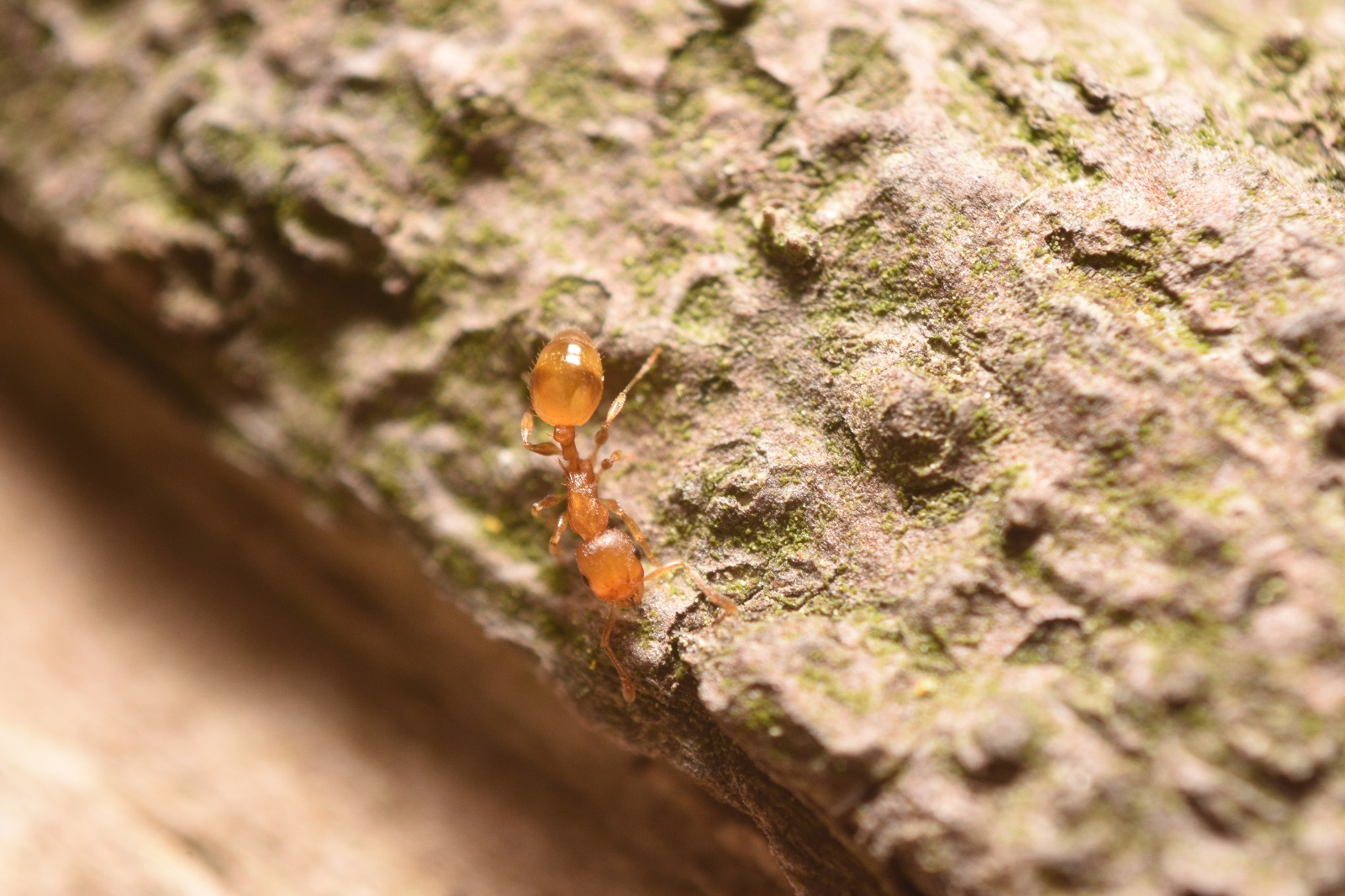
Увеличенный снимок Solenopsis molesta.

Длина варьируется от 0,5 мм до 3 мм. Королевы этого вида имеют длину чуть более 5 мм и имеют цвет от жёлтого до светло-коричневого. Рабочие жёлтые, иногда и бледно-коричневые. Очень маленькие глаза и покрыты стоячими и полустоячими жёлтыми волосками. Муравьи имеют двухчлениковый черешок (черешок и раструб), соединяющий их брюшко с грудью. В их усиках 10 сегментов, которые заканчиваются большими сегментированными наростами. На продолговатом брюшке имеются маленькие жала. Рабочие муравьи имеют большие челюсти для переноса пищи. Несмотря на общее сходство с личинками более крупных огненных муравьёв , личинки муравьёв-воров намного меньше и имеют шипообразные волоски на лице.

## Среда обитания
Среда обитания Solenopsis molesta обширна, так как могут выжить практически где угодно. Они могут жить в домах людей, в щелях или под половицами. Они могут строить гнезда где угодно, но обычно рядом с гнездами других видов, у которых они похищают еду. Обычно они гнездятся под камнями, в открытой почве или на гниющих бревнах. Гнёзда, как правило, большие и имеют туннели, которые ведут к другой муравьиной колонии в качестве надёжного и постоянного источника пищи. 

## Поведение
Колонии обычно насчитывают от нескольких сотен до нескольких тысяч рабочих особей. Колонии иногда бывают полигамными, максимум восемь маток в одном гнезде. Количество особей в колонии зависит от местоположения. В колониях с надёжным и готовым источником пищи не так много рабочих, так как пища легкодоступна. Другие колонии муравьёв-воров находятся внутри других колоний муравьёв. Преодолевают большие расстояния в поисках пищи , и как только найдено пропитание, от их колонии к чужой прокладывается тропа, чтобы рабочие особи могли её найти.

## Спаривание
Спаривание происходит с июля до поздней осени. И у маток, и у трутней S. molesta есть крылья, и спаривание происходит во время полета. Королевы иногда летают с одним или двумя рабочими особями, цепляющимися за их тела, по-видимому, чтобы помочь сразу же, когда королева находит подходящее место для колонии. Королевы могут откладывать от 27 до 387 яиц в день, среднее количество — 105 яиц в день. Яйцу требуется около 52 дней, чтобы стать полностью мобильной рабочей особью. Молодой Solenopsis molesta проводит в личиночной стадии около 21 дня при подходящей погоде.

## Питание
S. molesta едят жир при любой возможности, также они едят мясо, сыр и другие молочные продукты, а также семена. Они также едят личинок и куколок других видов муравьёв и других насекомых, таких как плодожорки. Муравьёв-воров не привлекают сладости, в отличие от большинства других муравьев, однако они потребляют фрукты и сладкие безалкогольные напитки.

## Вред
Solenopsis molesta может доставлять неприятности, когда они попадают в жилище человека. Этих муравьёв чрезвычайно трудно найти из-за их труднодоступных и удалённых мест гнездования и чрезвычайно маленького размера. Они настолько малы, что могут проникнуть в места, недоступные другим насекомым. Самый простой способ найти колонию — это искать следы муравьев. Избавиться от заражения S. molesta трудно ввиду того, что их не привлекают обычные ловушки для муравьев. Один из самых распространённых способов избавиться от муравьёв — это нанести масло или жир на середину ловушки для муравьёв. Муравьи также устойчивы к большинству инсектицидов. Solenopsis molesta иногда ошибочно принимают за муравья фараона, так как между ними есть сходство: оба вида примерно одинакового размера, но есть и различия.